# Prinzessin Fantaghirò IV
Prinzessin Fantaghirò IV ist der vierte Film der Fantaghirò-Reihe. Wie in den ersten drei Teilen übernahm Lamberto Bava die Regie und Alessandra Martines die titelgebende Hauptrolle. Der Film wurde im Fernsehen als Zweiteiler ausgestrahlt.
Im Film selbst haben nur ein paar Charaktere der ersten drei Teile einen Auftritt, wobei am meisten auffällt, dass Kim Rossi Stuart, der die Rolle des Helden Romualdo der ersten drei Teile spielt, keinen Auftritt in neuen Szenen hat. Um dies zu umgehen, wurde sein Charakter angepasst, damit ein anderer Schauspieler die Rolle übernehmen kann. Außerdem wurde Filmmaterial des ersten Teils für das Ende des Films verwendet.

## Handlung
Eine schwarze Wolke zieht durch alle Königreiche und tötet Mensch und Vieh. Auch Gebäude verschwinden spurlos. Aus der Mitte der schwarzen Wolke tauchen immer düstere Gestalten auf, die drei schwarzen Ritter, genannt Hungersnot, Schmerz und Krankheit. Der junge Parsel, Prinz der Insel Targo, stellt sich den Teufeln zum Kampf, da auch ihm durch den schwarzen Wind sein Schloss, sein Volk und seine Familie geraubt wurden. Doch die Teufel stellen sich als unbesiegbar heraus und wollen sich des tapferen Jünglings entledigen. Doch bevor sie dies tun können, eilt ihm Fantaghirò zu Hilfe, die seinen Hilferufen selbstlos gefolgt ist.
Ein seltsamer Blitz erscheint und die Teufel reiten uneinholbar davon.
Parsel ist gerettet, doch er hat immer noch nicht sein Schloss zurück. Nur den Rat der schwarzen Ritter, dass sie erschaffen wurden von der Wurzel alles Bösen. Kenne man seinen Namen, wisse man auch, wo der unbarmherzige Dämon, der die Teufel und die schwarze Wolke geschickt hat, sich verbirgt.
Parsel hingegen tippt auf den König der blauen Berge, Tohor, aus dessen Richtung der Unglückswind kam und seinen Ursprung fand. Fantaghirò allerdings möchte Parsel mit zu sich auf ihr Schloss nehmen, doch kurz bevor sie dort ankommen, erreicht die schwarze Wolke auch Fantaghiròs Schloss und entführt alle Menschen, die sich im Gebäude befinden.
Währenddessen ist die eigenwillige Prinzessin Angelika, Tochter des Königs Tohor, auf der Suche nach ihrer großen Liebe, der überall als Quellteufel bekannt ist. Tatsächlich findet die Königstochter ihren Traummann, welcher allerdings von den Soldaten ihres Vaters gefangen genommen wird. Im Schloss des Königreiches des Volkes mit den kleinen Augen, wird der Quellteufel allerdings von dem Berater des Königs als der entlarvt, der er ist; Tarabas, der Herr über alles Böse. Er soll für das Übel verantwortlich gemacht werden, die die schwarze Wolke mit sich gebracht hat. Doch Tarabas trifft an dem, was ihm vorgeworfen wird, keine Schuld, er hat sich auf ewig von seiner schwarzen Macht abgewandt und beschwört seine Unschuld. Der König trifft die Entscheidung ein Duell stattfinden zu lassen. Der ultimative Kampf soll es sein; Tarabas gegen Rufus. Rufus ist der ruhmlose Sohn des Königs, den bis dato noch niemand gesehen hat und dennoch wusste jeder von seiner Existenz. Seit seiner Geburt lebt Rufus in einem Verlies des Schlossturmes. Seine Mutter ist bei seiner Geburt gestorben, da Rufus kein gewöhnliches Kind war. Er ist halb Mensch, halb Tier. Die Beine und Hufen eines Pferdes tragen den Oberkörper eines Mannes und der den Kopf eines Menschen, der sich durch zwei Hörner von dem anderer entscheidet. Da Tarabas im Duell seine Zauberkräfte nicht gegen Rufus einsetzen will, hat er gegen seinen unglaublich starken Gegner, der von jeher von allen wie ein wertloses Stück Vieh behandelt wurde, keine Chance.
Inzwischen trifft allerdings Fantaghirò mit Parsel im Schloss ein und rettet Tarabas, indem sie Rufus gut zuspricht und ihn als erste als den behandelt, der Rufus ist – ein Mensch. Zusammen mit Tarabas flüchten Fantaghirò und Parsel aus dem sich in Aufruhr befindenden Schloss, um endlich an ihr Ziel zu kommen und sich ihre Schlösser wieder zu holen. Auf dem Weg dorthin durchqueren sie den schwarzen Wald und reiten am ehemaligen Reich Tarabas’ vorbei. Dabei werden sie von den Gnomen gesehen, die das Geschehen sofort ihrer neuen Herrscherin berichten, welche keine geringere ist als die schwarze Hexe.
Doch die Hexe hat ihre Grausamkeit und somit die Kontrolle über ihre Zauberkräfte verloren, da sie Fantaghirò geholfen hat, Tarabas zu finden und somit Romualdo wieder zu erwecken. Diese Chance wollen die Gnome nutzen, um ihre Herrscherin zu stürzen, so, wie sie es bereits mit Xellesia gemacht hatten. Doch die schwarze Hexe kann entkommen und verschanzt sich in dem Raum, in dem Tarabas’ Mutter damals ihr Ende fand. Aus dem Feuerbrunnen, in den Xellesia von den Gnomen gestoßen wurde, erscheint plötzlich ihr Gesicht und Xellesia drängt die schwarze Hexe dazu, sie durch ein Lebenselixier wieder zu beleben. Diese hat keine andere Möglichkeit und befreit ihre neue Komplizin aus ihrem Gefängnis. Sofort macht sich Xellesia sorgen um ihren Sohn und erfährt von ihrer Befreierin, was sich in letzter Zeit auf der Erde zugetragen hat. Ihre schlimmsten Befürchtungen bestätigen sich und so macht sich Tarabas’ Mutter in Sorge um ihren Sohn sofort mit der schwarzen Hexe auf einem fliegenden Besen auf den Weg, um ihn zu retten.
Zur gleichen Zeit gelangen die drei Könige an ihr Ziel, den Vulkan Nekrad. Mit Hilfe von Parsels Rätselkäfern, die ihnen den Weg bis dahin gezeigt haben, Erfahren sie auch den Namen des Bösewichtes, den es zu stellen gilt. Sein Name ist der des Vulkanes, nur rückwärts gelesen – Darken.
Schließlich gelangen sie ins Innere des Vulkanes, wo sie von einem Diener Darkens überrascht werden. Der Sklave Fidor bringt die drei zu ihrem endgültigen Ziel, den Thronsaal des Herrschers. Dieser ist allerdings nirgendwo zu finden. Erst als Parsel sich auf den Thron des Schurken setzt, begreifen Tarabas und Fantaghirò, was das zu bedeuten hat. Parsel ist der, den sie die ganze Zeit gesucht hatten. Doch Parsel wurde nur benutzt. Der merkwürdige Blitz, der erschienen ist, als Fantaghirò Parsel vor den drei schwarzen Teufeln gerettet hat, war Darken, der in den Körper Parseles gefahren ist, um ganz sicherzugehen, dass die drei auch wirklich in seinem Reich ankommen. Als Darken erscheint, nachdem er aus Parsels Körper tritt, liegt der junge Krieger bewusstlos am Boden. Nun offenbart der Dämon Fantaghirò und Tarabas seine Beweggründe; er will, dass Tarabas wieder zum gefürchteten Prinzen des Bösen wird. Würde er dies nicht tun, so verliert Fantaghirò ihr Leben. Doch Tarabas verkennt den Ernst der Lage und widerspricht. In diesem Moment zückt Darken einen Dolch und wirft ihn durch Fantaghiròs Brust. Die tapfere Königin stirbt in Tarabas’ Armen und alles scheint endgültig vorbei zu sein.
Doch Tarabas möchte, dass Darken Fantaghirò wieder zum Leben erweckt. Daher verspricht er ihm sogar, dass er wieder zu dem werden will, wozu er einst berufen war.
Im Glaube sein Ziel erreicht zu haben, erweckt Darken Fantaghirò wieder zum Leben. Zur gleichen Zeit treffen auch Angelika und ihr Bruder Rufus im Vulkan ein, da sie sich kurz nach der Flucht von Fantaghirò und ihren Gefährten aus dem Schloss ihres Vaters geschlichen hatten, um Tarabas und Fantaghirò hinterher zu reisen. Ein großer Fehler, wie sich herausstellt, denn Tarabas weigert sich weiterhin wieder böse zu werden. Darken gibt Rufus einen Dolch, damit er Fantaghirò tötet, dies soll der verliebte Tarabas verhindern, indem er Rufus ersticht. Doch Tarabas will sich dieses Verbrechens nicht schuldig machen. Auch Rufus möchte seiner Liebe nichts antun und nutzt den Dolch, um sie von ihren Fesseln zu befreien, kurz nachdem Darken sein Versprechen wahr gemacht und Rufus in einen echten Menschen verwandelt hat. Rufus jedoch springt absichtlich in das kochende Wasser des Vulkans um nicht zum Mörder zu werden und als Mensch zu sterben und geht im heißen Wasser unter. Nun sieht Darken nur noch eine Chance und stellt sich dem Duell mit Tarabas, in dem ein schreckliches Geheimnis gelüftet wird. Darken ist der Vater von Tarabas. Darken tötet sich selbst und lässt es so aussehen, als wäre Tarabas sein Mörder. In dem Moment erreichen auch Xellesia und die schwarze Hexe das Innere des Vulkans, nachdem vor allem die schwarze Hexe einige Probleme mit dem Besenflug hatte. Tarabas versöhnt sich mit seiner Mutter und Darkens Leiche verschwindet spurlos – sein Tod, ein Trick, wie jetzt alle wissen.
Während des Duelles befreit Fidor Fantaghirò aus ihrem Gefängnis, kurz nachdem Darken seinem Diener gezeigt hat, wer er wirklich ist: Romualdo. Doch Fidor gibt sich nicht zu erkennen und rettet stattdessen mit Fantaghirò den kleinen Parsel und deren beiden Schlösser, die in Miniaturform verkleinert wurden.
Der Vulkan bebt, er beginnt auszubrechen. Nur Xellesia kennt den einzigen Ausweg; er führt durch einen riesigen, unheimlichen Mund, mit drei Reihen spitzer Zähne, die sich von Reihe zu Reihe immer schneller öffnen und schließen. Um diesen Mechanismus zu blockieren, opfert sich Xellesia und lässt sich von den Zähnen durchbohren, damit die anderen ungehindert weiterreisen können, denn ihnen bleiben nur drei Tage um ihre Schlösser in ihr Reich zu bringen und somit zu retten.
Parsel verabschiedet sich von den Freunden, da sein Weg erheblich länger ist und schenkt Fantaghirò zum Abschied seine Rätselkäfer. Darken hingegen intrigiert weiter und versteckt sich in dem Körper der schwarzen Hexe und drängt Fantaghirò, Tarabas zu küssen. Wie hypnotisiert tut sie dies und Tarabas verwandelt sich wieder in das menschenverschlingende Monster. Doch bevor er seine Geliebte töten kann, wird er von einem Pfeil aus Fidors Bogen getroffen.
Angelika hatte sich und Fidor befreit, da die Gemeinschaft zuvor von der Armee des Königs Tohor gefangen genommen worden war.
Für einen Moment erscheint Darken wieder und verrät Fantaghirò, wer Fidor in Wirklichkeit ist. Dieser flieht, da er sich für sein verunstaltetes Gesicht schämt und stürzt auf der Flucht vor Fantaghirò in den vermeintlichen Tod. Fantaghirò verliert ihren Mut, doch möchte dennoch ihr Volk und ihre Familie retten. Also macht sie sich auf zum Finalen Kampf gegen Darken in der Ruine ihres Schlosses.
Die Sonne ist bereits dabei zum dritten Mal unterzugehen, ihr bleibt nicht viel Zeit, dennoch kann sie einen der schwarzen Teufel besiegen. Doch insgesamt waren es drei. Unerwartet eilt ihr Tarabas zu Hilfe und vernichtet auch den zweiten schwarzen Ritter. Doch der Dritte steht den beiden Helden noch bevor. Darken können sie nur mit dessen eigenem Schwert vernichten. Als Tarabas endlich die Waffe an sich nehmen kann, wird er allerdings von Fantaghirò aufgehalten. Er soll sich des Verbrechens, seinen Vater zu töten, nicht schuldig machen. Darken sieht endlich ein, dass er Tarabas niemals dazu zwingen kann, wieder der gefürchtete Prinz des Bösen zu werden und will ein Ende machen, in dem er Fantaghirò und seinen eigenen Sohn mit Tarabas’ Schwert erschlagen will. Doch Fidor ist bei dem Sturz auf seiner Flucht nicht umgekommen. Er lebt und ersticht Darken mit dem schwarzen Schwert des grausamen Dämons.
Die Flüche schwinden und das Schloss verwandelt sich zurück, nur Romualdo bleibt in der Gestalt Fidors.
Während Tarabas zurückgeht, um zu lernen Angelikas Liebe zu erwidern, um sie glücklich zu machen, flieht Romualdo in Pein erneut vor seiner Geliebten, doch diese gibt ihre Liebe immer noch nicht auf und versichert ihm, ihn immer zu lieben, egal in welcher Gestalt er gefangen ist.
Nach dem Schwur kommt er aus seinem Versteck hervor und Fantaghirò erkennt, dass sich ihr Liebster wieder zurückverwandelt hat. Beide küssen sich innig und sind froh, alle Gefahren überstanden zu haben.